# Sao lim
Sao Lim ou Saolim est la prononciation en dialecte Hokkien (de l’actuelle province chinoise du Fujian) du nom Shaolin. Ce terme est donc assez vague puisqu’il peut désigner des centaines de styles de Kung-fu différents. Cependant cette prononciation particulière du terme se rapporte en général à des systèmes de combat propres à des provinces méridionales, elle est assez répandue dans des pays où vit une diaspora chinoise originaire de ces provinces, comme la Malaisie.
Sur l’île de Penang (au nord de la côte ouest de la Malaisie) subsistent encore plusieurs écoles pratiquant des formes diverses de Sao Lim. L’une d’entre elles, la "Penang Sao Lim Athletic Association", dirigée par Dato Maître P’ng Chye Khim jusqu'en décembre 2010 (date de son décès), elle fut fondée en 1956 par le révérend Sik Koe Chum, moine bouddhiste issu d’un monastère du Fujian. Parallèlement à ses fonctions cléricales, ce dernier enseigna le Sao Lim « Hood Khar Paï » (Branche Bouddhiste) à plusieurs membres de la communauté chinoise locale, dont Dato Maître P’ng Chye Khim.
En août 2017 le Ministère de la Culture et du Tourisme Malais et l'Association des Grands Maîtres d'Art Martiaux de Malaisie a décerné le titre de Trésor Culturel Vivant à KOAY Ah Kean, à Maître PNG  Chye Khim (représente par son fils Soo Hean) : Trésor Culturel Historique de l’Héritage Martial de Penang, et à Maître ONG Ming Thong (eléve de Maître PNG)  Administrateur Culturel Vivant de l’Héritage Martial de Penang.
Maître KOAY Ah Kean fidèle compagnon de Maître PNG depuis leur adolescence et aussi élève de SIK Koe Chum a créé en décembre 2012 avec Maître ONG Ming Thong, la Penang SAO LIM Traditional Martial Arts Recreation Association 槟城少林传统武术健身社.
(Octobre 2018, Christian Darteyre Président de la Fédération Européenne de SAO LIM).

## Caractéristiques
Ce style est caractérisé par des postures basses et une importance primordiale accordée au développement de la puissance. Ce processus débute par le renforcement musculaire des jambes (en gardant différentes postures basses de manière prolongée), se poursuit par l’apprentissage technique des « taos » (enchainements de mouvements dynamiques), s’accompagne d’un travail d’endurcissement des armes anatomiques (mains, avant-bras, coudes, tibias,…). Ces techniques sont aussi connues sous le nom de  « main de fer », « chemise de fer », etc. Cet entrainement externe est complété par un travail de l’énergie interne (chi kung) qui conduit à l'usage des FaJin (explosions de puissance) plus fréquemment utilisés dans les styles internes.
Les élèves de cette école sont initiés dès le début à la méditation Chan (Zen) qui doit assurer leur développement spirituel parallèlement à leur progression dans le Sao Lim.

## Application
Ce style ne semble pas avoir subi les altérations dues à la compétition, à la recherche d'esthétisme ou à l'enseignement de masse. Il reste orienté vers le combat, et peut à ce titre, fournir de bonnes aptitudes à l'autodéfense, pour autant qu'il soit pratiqué intensément, avec clairvoyance et humilité.